# Boniface somnambule
Série
L'Héroïque Monsieur Boniface
(1949)
Pour plus de détails, voir Fiche technique et Distribution.
Boniface somnambule est un film français réalisé par Maurice Labro sorti en 1951. C'est la suite de L'Héroïque Monsieur Boniface (1949).

## Synopsis
Irréprochable détective privé aux magasins Berthès et spécialement au rayon bijouterie, Victor Boniface est somnambule. Ce qui l'amène à dérober la nuit ce qu'il surveille si brillamment le jour. Ce travers va le conduire à faire arrêter héroïquement trois gangsters : Charlie, René et leur complice, qui l'avaient repéré et abusaient de sa crédulité. Mlle Thomas, la sous-directrice de la bijouterie lui confiera son cœur et deviendra la mère de ses nombreux enfants qui seront, eux aussi, somnambules.

## Fiche technique
- Titre original : Boniface somnanbule
- Réalisation : Maurice Labro, assisté de Denys de La Patellière
- Scénario, Adaptation : Gérard Cartier
- Dialogue : Jean Manse
- Décors : Paul-Louis Boutié, assisté de Claude Killian
- Photographie : Pierre Levent
- Opérateur : Albert Militon
- Musique : Louiguy
  - Chanson : Partons tous les deux (Aux îles Marquises) de Jean Manse, chantée par Elyane Dorsey et Fernandel (Éditions musicales Hortensia)
- Montage : Germaine Fouquet
- Son : Raymond Gauguier
- Maquillage : René Daudin
- Photographe : Guy André
- Script-girl : Odette Lemarchand
- Régisseur général : Louis Manella
- Régisseur ensemblier : René Turbeau
- Tournage : du 20 novembre au 23 décembre 1950 dans les studios "Studio radio Cinéma"
- Bijoux de Burma
- Enregistrement sonore S.E.C Western Electric - laboratoire Lianofilm
- Production : Société française de Cinématographie - Sirius Films (France)
- Chef de production : Roger Ribadeau-Dumas
- Directeur de production : Roger de Broin
- Secrétaire de production : Mireille de Tissot
- Distribution : Sirius Films
- Format : Noir et blanc - 35 mm - Son mono
- Durée : 89 minutes
- Genre : Comédie
- Date de sortie : 
  - France -  3 août 1951
- Affiches : Fernand François (France)

## Distribution
- Fernandel : Victor Boniface, surveillant détective des magasins Berthès
- Andrex : Charlie, chef de la bande
- Mathilde Casadesus : Mlle Thomas, sous-directrice des magasins Berthès
- Yves Deniaud : René, un gangster
- Gaby Andreu : Stella Grazzini, la chanteuse vedette du Tabarin
- André Roanne : Louis, le voleur de briquet dans le magasin
- Michel Ardan : le troisième gangster
- Raoul Marco : le directeur des magasins Berthès
- Rivers Cadet : l'inspecteur Jean Benoît, de la volante
- Louis de Funès : Anatole, le mari soupçonneux du Grand Hôtel
- Julien Maffre : Victor, veilleur de nuit des magasins Berthès
- André Numès Fils : Jules, valet de chambre du Grand Hôtel
- Nadine Tallier : Ginette, une vendeuse des magasins Berthès
- Léo Campion : Jérôme, le directeur du Grand Hôtel
- Simone Silva : Louise
- Leila Lampi : la jeune femme du mari soupçonneux
- Huguette Montréal
- Nicole Lemaire
- Lilian Carpentier
- Christiane Richard
- Luce Huet
- Liliane Barrial
- Eliane Corteyn

## Commentaires
- Ce long métrage se présente comme la suite du film L'Héroïque Monsieur Boniface, sorti en 1949.
- C’est le premier film qui voit la réunion à l’écran de Fernandel et Louis de Funès, trois ans avant leur plus notable collaboration dans Le Mouton à cinq pattes (1954).